# リムリック統監
リムリック統監（リムリックとうかん、英語: Lord Lieutenant of Limerick）は、イギリスの官職。統監の1つで、リムリック県を担当する。1831年首席治安判事（アイルランド）法（Custos Rotulorum (Ireland) Act 1831）により、Governor職を置き換える形で設立され、リムリック首席治安判事も兼任する。1922年に建国したアイルランド自由国では統監が任命されなくなったが、法律自体は残り、1983年制定法整理法で正式に廃止された。

## 一覧
- 1831年10月7日 – 1848年9月：リチャード・ホバート・フィッツギボン閣下（英語版）[3]
- 1848年9月13日 – 1851年8月13日：第2代クレア伯爵ジョン・フィッツギボン[3]
- 1851年 – 1864年1月10日：第3代クレア伯爵リチャード・フィッツギボン（英語版）[3]
- 1864年2月20日 – 1871年10月6日：第3代ダンレイヴン＝マウント・アール伯爵エドウィン・ウィンダム＝クィン（英語版）[3]
- 1871年12月8日 – 1894年4月20日：ウィリアム・モンセル（英語版）（のち初代エムリー男爵）[3]
- 1894年11月29日 – 1896年1月18日：トマス・エンラート・オブライエン（英語版）[3]
- 1896年3月5日 – 1922年：第4代ダンレイヴン＝マウント・アール伯爵ウィンダム・ウィンダム＝クィン（英語版）[3]